# Benjamin Aggrey Ntim
Benjamin Aggrey Ntim (* 16. Januar 1942) ist Hochschullehrer in Ghana und war von 2007 bis 2009 Minister für Kommunikation während der Regierung Kufuor.
Ntim studierte am Queen-Mary-College an der London University. Er schloss hier in Luft- und Raumfahrttechnik ab, promovierte und arbeitete als Luftfahrtingenieur und -forscher bei Rolls Royce Limited, England. Später wurde er Dozent für Maschinenbau an der Kwame Nkrumah University of Science and Technology in Ghana. Nach neun Jahren als Dozent wechselte er zur UNESCO in Paris als Ausbilder für Ingenieurwissenschaften. Für die UNESCO arbeitete er als wissenschaftlicher und technischer Berater sowie später als Direktor der UNESCO in Pretoria, Südafrika.
Dr. Ntim lehrte zudem an der Universität von Nairobi, Kenia sowie an der Universität von Dar es Salaam in Tansania. Er unterrichtete und forschte am Imperial College London sowie der McGill University, Kanada. An der Universität von Ghana war er Berater für die Fakultät für Ingenieurwissenschaften. Auf dieser Position wurde Präsident John Agyekum Kufuor auf ihn aufmerksam und ernannte ihn im März 2005 zum Vizeminister für Kommunikation. Am 1. August 2007 wurde er Minister für Kommunikation, bis er nach den Wahlen 2008 von Haruna Iddrisu abgelöst wurde.